# Вільгельм Стейніц
Вільге́льм Сте́йніц (нім. Wilhelm Steinitz, англ. William Steinitz; 14 травня 1836, Прага, Австро-Угорщина — 12 серпня 1900, Нью-Йорк, США) — австрійський і американський шахіст, перший офіційний чемпіон світу з шахів (1886—1894). На межі 1860—1870-х років, уже отримавши визнання найсильнішого гравця свого часу після перемоги в матчі проти Адольфа Андерсена, Стейніц розробив вчення про позиційну гру, яке замінило панівну «романтичну» комбінаційну школу і значно збагатило шахи. Один із основоположників позиційної гри в шахи.
1883 року Стейніц переїхав до США і через декілька років отримав американське громадянство. 1886 року він переміг Йоганна Цукерторта в матчі, умови якого передбачали проголошення переможця чемпіоном світу. Стейніц декілька разів захистив титул, у тому числі двічі — проти одного з останніх представників комбінаційної школи Михайла Чигоріна. 1894 року Стейніц програв матч за світову першість Емануїлу Ласкеру, який високо оцінював спадок Стейніца і став послідовним пропонентом позиційної школи. Втративши звання чемпіона світу, Стейніц не пішов із шахів. Він продовжував брати участь в турнірах з не меншим успіхом і навіть спробував взяти реванш у Ласкера у 1896/1897 роках, але в 1900 р. життя шахового професіонала трагічно закінчилося. В останні роки свого життя він часто хворів і помер в бідності.
Стейніц був плідним літератором, 1873 року на піці кар'єри він на дев'ять років припинив турнірі виступи, щоб зосередитись на роботі журналістом в шаховому відділі лондонського спортивного журналу «Field», а 1885 року заснував «Міжнародний шаховий журнал» (англ. International Chess Magazine). Стейніц публікував огляди партій і програмні теоретичні статті, його полеміка з іншими публіцистами, яку Стейніц проводив агресивно та безапеляційно, сама ставала важливою подією у шаховому світі.

## Життєпис

### Дитинство та юність
Вольф Стейніц (ім'я Вільгельм він отримав згодом) народився 14 травня 1836 року в єврейському гетто у Празі. Існує плутанина відносно дати народження Стейніца — у низці джерел датою народження вказане 18 травня, хоча сам шахіст навіть якось назвав 17 травня. Батьками Вольфа були кравець Йозеф-Саломон Стейніц (1739—1868) і Анна Стейніц (при народженні Торш, 1802—1867). Усього в родині від обидвох шлюбів батька було тринадцять дітей: сім хлопчиків і шість дівчаток. Стейніц відтак казав, що був наймолодшою дитиною; за даними його біографа Курта Ландсбергера, він був дев'ятим за рахунком, при чому четверо братів і сестер, що народились пізніше, померли в ранньому дитинстві. У віці дванадцяти років Вольф познайомився з шахами, захопився грою і швидко проявив шаховий талант.
1857 року Стейніц офіційно змінив ім'я на Вільгельм. Наступного року він вступив до Віденського політехнічного інституту. Під час навчання Вільгельм заробляв собі на життя роботою репортера і грою на ставку в популярному віденському кафе «Куріпка» (нім. Rebhuhn). 1858 року його прийняли до Віденського шахового товариства. Наступного року Стейніц зайняв третє місце в чемпіонаті товариства, 1860 — друге (обидва рази він перемагав Карл Гампе), а 1861 року одержав перемогу, вигравши 30 партій з 34. Після року навчання Стейніца відрахували з політехнічного інституту: його основним заняттям стала гра в шахи, і відтак він не склав іспити.

### Лондон
Грати на змаганнях він почав в 1859 р. в турнірах, які проходили у Відні. 
1862 року в Лондоні організували міжнародний шаховий турнір, приурочений до Всесвітньої виставки. Віденське шахове товариство отримало запрошення делегувати на турнір свого представника, яким став Стейніц. Він зіграв скромно і посів шосте (останнє призове місце, набравши 8 очок з 13, при цьому два очки стали наслідком неявки суперників, які полишили турнір. Проте його перемога над Огастасом Монгредьєном отримала перший приз за красу. В цей період для нього була характерною комбінаційна гра, але в деяких партіях він уже почав використовувати принципово новий стратегічний підхід.
|   | a | b | c | d | e | f | g | h |   |
| 8 | a8 чорна тура · d8 чорний ферзь · f8 чорна тура · g8 чорний король · a7 чорний пішак · b7 чорний слон · c7 чорний пішак · d7 чорний кінь · e7 чорний слон · h7 чорний пішак · b6 чорний пішак · g6 чорний пішак · d5 чорний пішак · e5 білий кінь · d4 білий пішак · f4 білий пішак · g4 чорний пішак · d3 білий слон · e3 білий слон · h3 біла тура · a2 білий пішак · b2 білий пішак · c2 білий пішак · e2 білий ферзь · h2 білий пішак · a1 біла тура · g1 білий король | a8 чорна тура · d8 чорний ферзь · f8 чорна тура · g8 чорний король · a7 чорний пішак · b7 чорний слон · c7 чорний пішак · d7 чорний кінь · e7 чорний слон · h7 чорний пішак · b6 чорний пішак · g6 чорний пішак · d5 чорний пішак · e5 білий кінь · d4 білий пішак · f4 білий пішак · g4 чорний пішак · d3 білий слон · e3 білий слон · h3 біла тура · a2 білий пішак · b2 білий пішак · c2 білий пішак · e2 білий ферзь · h2 білий пішак · a1 біла тура · g1 білий король | a8 чорна тура · d8 чорний ферзь · f8 чорна тура · g8 чорний король · a7 чорний пішак · b7 чорний слон · c7 чорний пішак · d7 чорний кінь · e7 чорний слон · h7 чорний пішак · b6 чорний пішак · g6 чорний пішак · d5 чорний пішак · e5 білий кінь · d4 білий пішак · f4 білий пішак · g4 чорний пішак · d3 білий слон · e3 білий слон · h3 біла тура · a2 білий пішак · b2 білий пішак · c2 білий пішак · e2 білий ферзь · h2 білий пішак · a1 біла тура · g1 білий король | a8 чорна тура · d8 чорний ферзь · f8 чорна тура · g8 чорний король · a7 чорний пішак · b7 чорний слон · c7 чорний пішак · d7 чорний кінь · e7 чорний слон · h7 чорний пішак · b6 чорний пішак · g6 чорний пішак · d5 чорний пішак · e5 білий кінь · d4 білий пішак · f4 білий пішак · g4 чорний пішак · d3 білий слон · e3 білий слон · h3 біла тура · a2 білий пішак · b2 білий пішак · c2 білий пішак · e2 білий ферзь · h2 білий пішак · a1 біла тура · g1 білий король | a8 чорна тура · d8 чорний ферзь · f8 чорна тура · g8 чорний король · a7 чорний пішак · b7 чорний слон · c7 чорний пішак · d7 чорний кінь · e7 чорний слон · h7 чорний пішак · b6 чорний пішак · g6 чорний пішак · d5 чорний пішак · e5 білий кінь · d4 білий пішак · f4 білий пішак · g4 чорний пішак · d3 білий слон · e3 білий слон · h3 біла тура · a2 білий пішак · b2 білий пішак · c2 білий пішак · e2 білий ферзь · h2 білий пішак · a1 біла тура · g1 білий король | a8 чорна тура · d8 чорний ферзь · f8 чорна тура · g8 чорний король · a7 чорний пішак · b7 чорний слон · c7 чорний пішак · d7 чорний кінь · e7 чорний слон · h7 чорний пішак · b6 чорний пішак · g6 чорний пішак · d5 чорний пішак · e5 білий кінь · d4 білий пішак · f4 білий пішак · g4 чорний пішак · d3 білий слон · e3 білий слон · h3 біла тура · a2 білий пішак · b2 білий пішак · c2 білий пішак · e2 білий ферзь · h2 білий пішак · a1 біла тура · g1 білий король | a8 чорна тура · d8 чорний ферзь · f8 чорна тура · g8 чорний король · a7 чорний пішак · b7 чорний слон · c7 чорний пішак · d7 чорний кінь · e7 чорний слон · h7 чорний пішак · b6 чорний пішак · g6 чорний пішак · d5 чорний пішак · e5 білий кінь · d4 білий пішак · f4 білий пішак · g4 чорний пішак · d3 білий слон · e3 білий слон · h3 біла тура · a2 білий пішак · b2 білий пішак · c2 білий пішак · e2 білий ферзь · h2 білий пішак · a1 біла тура · g1 білий король | a8 чорна тура · d8 чорний ферзь · f8 чорна тура · g8 чорний король · a7 чорний пішак · b7 чорний слон · c7 чорний пішак · d7 чорний кінь · e7 чорний слон · h7 чорний пішак · b6 чорний пішак · g6 чорний пішак · d5 чорний пішак · e5 білий кінь · d4 білий пішак · f4 білий пішак · g4 чорний пішак · d3 білий слон · e3 білий слон · h3 біла тура · a2 білий пішак · b2 білий пішак · c2 білий пішак · e2 білий ферзь · h2 білий пішак · a1 біла тура · g1 білий король | 8 |
| 7 | a8 чорна тура · d8 чорний ферзь · f8 чорна тура · g8 чорний король · a7 чорний пішак · b7 чорний слон · c7 чорний пішак · d7 чорний кінь · e7 чорний слон · h7 чорний пішак · b6 чорний пішак · g6 чорний пішак · d5 чорний пішак · e5 білий кінь · d4 білий пішак · f4 білий пішак · g4 чорний пішак · d3 білий слон · e3 білий слон · h3 біла тура · a2 білий пішак · b2 білий пішак · c2 білий пішак · e2 білий ферзь · h2 білий пішак · a1 біла тура · g1 білий король | a8 чорна тура · d8 чорний ферзь · f8 чорна тура · g8 чорний король · a7 чорний пішак · b7 чорний слон · c7 чорний пішак · d7 чорний кінь · e7 чорний слон · h7 чорний пішак · b6 чорний пішак · g6 чорний пішак · d5 чорний пішак · e5 білий кінь · d4 білий пішак · f4 білий пішак · g4 чорний пішак · d3 білий слон · e3 білий слон · h3 біла тура · a2 білий пішак · b2 білий пішак · c2 білий пішак · e2 білий ферзь · h2 білий пішак · a1 біла тура · g1 білий король | a8 чорна тура · d8 чорний ферзь · f8 чорна тура · g8 чорний король · a7 чорний пішак · b7 чорний слон · c7 чорний пішак · d7 чорний кінь · e7 чорний слон · h7 чорний пішак · b6 чорний пішак · g6 чорний пішак · d5 чорний пішак · e5 білий кінь · d4 білий пішак · f4 білий пішак · g4 чорний пішак · d3 білий слон · e3 білий слон · h3 біла тура · a2 білий пішак · b2 білий пішак · c2 білий пішак · e2 білий ферзь · h2 білий пішак · a1 біла тура · g1 білий король | a8 чорна тура · d8 чорний ферзь · f8 чорна тура · g8 чорний король · a7 чорний пішак · b7 чорний слон · c7 чорний пішак · d7 чорний кінь · e7 чорний слон · h7 чорний пішак · b6 чорний пішак · g6 чорний пішак · d5 чорний пішак · e5 білий кінь · d4 білий пішак · f4 білий пішак · g4 чорний пішак · d3 білий слон · e3 білий слон · h3 біла тура · a2 білий пішак · b2 білий пішак · c2 білий пішак · e2 білий ферзь · h2 білий пішак · a1 біла тура · g1 білий король | a8 чорна тура · d8 чорний ферзь · f8 чорна тура · g8 чорний король · a7 чорний пішак · b7 чорний слон · c7 чорний пішак · d7 чорний кінь · e7 чорний слон · h7 чорний пішак · b6 чорний пішак · g6 чорний пішак · d5 чорний пішак · e5 білий кінь · d4 білий пішак · f4 білий пішак · g4 чорний пішак · d3 білий слон · e3 білий слон · h3 біла тура · a2 білий пішак · b2 білий пішак · c2 білий пішак · e2 білий ферзь · h2 білий пішак · a1 біла тура · g1 білий король | a8 чорна тура · d8 чорний ферзь · f8 чорна тура · g8 чорний король · a7 чорний пішак · b7 чорний слон · c7 чорний пішак · d7 чорний кінь · e7 чорний слон · h7 чорний пішак · b6 чорний пішак · g6 чорний пішак · d5 чорний пішак · e5 білий кінь · d4 білий пішак · f4 білий пішак · g4 чорний пішак · d3 білий слон · e3 білий слон · h3 біла тура · a2 білий пішак · b2 білий пішак · c2 білий пішак · e2 білий ферзь · h2 білий пішак · a1 біла тура · g1 білий король | a8 чорна тура · d8 чорний ферзь · f8 чорна тура · g8 чорний король · a7 чорний пішак · b7 чорний слон · c7 чорний пішак · d7 чорний кінь · e7 чорний слон · h7 чорний пішак · b6 чорний пішак · g6 чорний пішак · d5 чорний пішак · e5 білий кінь · d4 білий пішак · f4 білий пішак · g4 чорний пішак · d3 білий слон · e3 білий слон · h3 біла тура · a2 білий пішак · b2 білий пішак · c2 білий пішак · e2 білий ферзь · h2 білий пішак · a1 біла тура · g1 білий король | a8 чорна тура · d8 чорний ферзь · f8 чорна тура · g8 чорний король · a7 чорний пішак · b7 чорний слон · c7 чорний пішак · d7 чорний кінь · e7 чорний слон · h7 чорний пішак · b6 чорний пішак · g6 чорний пішак · d5 чорний пішак · e5 білий кінь · d4 білий пішак · f4 білий пішак · g4 чорний пішак · d3 білий слон · e3 білий слон · h3 біла тура · a2 білий пішак · b2 білий пішак · c2 білий пішак · e2 білий ферзь · h2 білий пішак · a1 біла тура · g1 білий король | 7 |
| 6 | a8 чорна тура · d8 чорний ферзь · f8 чорна тура · g8 чорний король · a7 чорний пішак · b7 чорний слон · c7 чорний пішак · d7 чорний кінь · e7 чорний слон · h7 чорний пішак · b6 чорний пішак · g6 чорний пішак · d5 чорний пішак · e5 білий кінь · d4 білий пішак · f4 білий пішак · g4 чорний пішак · d3 білий слон · e3 білий слон · h3 біла тура · a2 білий пішак · b2 білий пішак · c2 білий пішак · e2 білий ферзь · h2 білий пішак · a1 біла тура · g1 білий король | a8 чорна тура · d8 чорний ферзь · f8 чорна тура · g8 чорний король · a7 чорний пішак · b7 чорний слон · c7 чорний пішак · d7 чорний кінь · e7 чорний слон · h7 чорний пішак · b6 чорний пішак · g6 чорний пішак · d5 чорний пішак · e5 білий кінь · d4 білий пішак · f4 білий пішак · g4 чорний пішак · d3 білий слон · e3 білий слон · h3 біла тура · a2 білий пішак · b2 білий пішак · c2 білий пішак · e2 білий ферзь · h2 білий пішак · a1 біла тура · g1 білий король | a8 чорна тура · d8 чорний ферзь · f8 чорна тура · g8 чорний король · a7 чорний пішак · b7 чорний слон · c7 чорний пішак · d7 чорний кінь · e7 чорний слон · h7 чорний пішак · b6 чорний пішак · g6 чорний пішак · d5 чорний пішак · e5 білий кінь · d4 білий пішак · f4 білий пішак · g4 чорний пішак · d3 білий слон · e3 білий слон · h3 біла тура · a2 білий пішак · b2 білий пішак · c2 білий пішак · e2 білий ферзь · h2 білий пішак · a1 біла тура · g1 білий король | a8 чорна тура · d8 чорний ферзь · f8 чорна тура · g8 чорний король · a7 чорний пішак · b7 чорний слон · c7 чорний пішак · d7 чорний кінь · e7 чорний слон · h7 чорний пішак · b6 чорний пішак · g6 чорний пішак · d5 чорний пішак · e5 білий кінь · d4 білий пішак · f4 білий пішак · g4 чорний пішак · d3 білий слон · e3 білий слон · h3 біла тура · a2 білий пішак · b2 білий пішак · c2 білий пішак · e2 білий ферзь · h2 білий пішак · a1 біла тура · g1 білий король | a8 чорна тура · d8 чорний ферзь · f8 чорна тура · g8 чорний король · a7 чорний пішак · b7 чорний слон · c7 чорний пішак · d7 чорний кінь · e7 чорний слон · h7 чорний пішак · b6 чорний пішак · g6 чорний пішак · d5 чорний пішак · e5 білий кінь · d4 білий пішак · f4 білий пішак · g4 чорний пішак · d3 білий слон · e3 білий слон · h3 біла тура · a2 білий пішак · b2 білий пішак · c2 білий пішак · e2 білий ферзь · h2 білий пішак · a1 біла тура · g1 білий король | a8 чорна тура · d8 чорний ферзь · f8 чорна тура · g8 чорний король · a7 чорний пішак · b7 чорний слон · c7 чорний пішак · d7 чорний кінь · e7 чорний слон · h7 чорний пішак · b6 чорний пішак · g6 чорний пішак · d5 чорний пішак · e5 білий кінь · d4 білий пішак · f4 білий пішак · g4 чорний пішак · d3 білий слон · e3 білий слон · h3 біла тура · a2 білий пішак · b2 білий пішак · c2 білий пішак · e2 білий ферзь · h2 білий пішак · a1 біла тура · g1 білий король | a8 чорна тура · d8 чорний ферзь · f8 чорна тура · g8 чорний король · a7 чорний пішак · b7 чорний слон · c7 чорний пішак · d7 чорний кінь · e7 чорний слон · h7 чорний пішак · b6 чорний пішак · g6 чорний пішак · d5 чорний пішак · e5 білий кінь · d4 білий пішак · f4 білий пішак · g4 чорний пішак · d3 білий слон · e3 білий слон · h3 біла тура · a2 білий пішак · b2 білий пішак · c2 білий пішак · e2 білий ферзь · h2 білий пішак · a1 біла тура · g1 білий король | a8 чорна тура · d8 чорний ферзь · f8 чорна тура · g8 чорний король · a7 чорний пішак · b7 чорний слон · c7 чорний пішак · d7 чорний кінь · e7 чорний слон · h7 чорний пішак · b6 чорний пішак · g6 чорний пішак · d5 чорний пішак · e5 білий кінь · d4 білий пішак · f4 білий пішак · g4 чорний пішак · d3 білий слон · e3 білий слон · h3 біла тура · a2 білий пішак · b2 білий пішак · c2 білий пішак · e2 білий ферзь · h2 білий пішак · a1 біла тура · g1 білий король | 6 |
| 5 | a8 чорна тура · d8 чорний ферзь · f8 чорна тура · g8 чорний король · a7 чорний пішак · b7 чорний слон · c7 чорний пішак · d7 чорний кінь · e7 чорний слон · h7 чорний пішак · b6 чорний пішак · g6 чорний пішак · d5 чорний пішак · e5 білий кінь · d4 білий пішак · f4 білий пішак · g4 чорний пішак · d3 білий слон · e3 білий слон · h3 біла тура · a2 білий пішак · b2 білий пішак · c2 білий пішак · e2 білий ферзь · h2 білий пішак · a1 біла тура · g1 білий король | a8 чорна тура · d8 чорний ферзь · f8 чорна тура · g8 чорний король · a7 чорний пішак · b7 чорний слон · c7 чорний пішак · d7 чорний кінь · e7 чорний слон · h7 чорний пішак · b6 чорний пішак · g6 чорний пішак · d5 чорний пішак · e5 білий кінь · d4 білий пішак · f4 білий пішак · g4 чорний пішак · d3 білий слон · e3 білий слон · h3 біла тура · a2 білий пішак · b2 білий пішак · c2 білий пішак · e2 білий ферзь · h2 білий пішак · a1 біла тура · g1 білий король | a8 чорна тура · d8 чорний ферзь · f8 чорна тура · g8 чорний король · a7 чорний пішак · b7 чорний слон · c7 чорний пішак · d7 чорний кінь · e7 чорний слон · h7 чорний пішак · b6 чорний пішак · g6 чорний пішак · d5 чорний пішак · e5 білий кінь · d4 білий пішак · f4 білий пішак · g4 чорний пішак · d3 білий слон · e3 білий слон · h3 біла тура · a2 білий пішак · b2 білий пішак · c2 білий пішак · e2 білий ферзь · h2 білий пішак · a1 біла тура · g1 білий король | a8 чорна тура · d8 чорний ферзь · f8 чорна тура · g8 чорний король · a7 чорний пішак · b7 чорний слон · c7 чорний пішак · d7 чорний кінь · e7 чорний слон · h7 чорний пішак · b6 чорний пішак · g6 чорний пішак · d5 чорний пішак · e5 білий кінь · d4 білий пішак · f4 білий пішак · g4 чорний пішак · d3 білий слон · e3 білий слон · h3 біла тура · a2 білий пішак · b2 білий пішак · c2 білий пішак · e2 білий ферзь · h2 білий пішак · a1 біла тура · g1 білий король | a8 чорна тура · d8 чорний ферзь · f8 чорна тура · g8 чорний король · a7 чорний пішак · b7 чорний слон · c7 чорний пішак · d7 чорний кінь · e7 чорний слон · h7 чорний пішак · b6 чорний пішак · g6 чорний пішак · d5 чорний пішак · e5 білий кінь · d4 білий пішак · f4 білий пішак · g4 чорний пішак · d3 білий слон · e3 білий слон · h3 біла тура · a2 білий пішак · b2 білий пішак · c2 білий пішак · e2 білий ферзь · h2 білий пішак · a1 біла тура · g1 білий король | a8 чорна тура · d8 чорний ферзь · f8 чорна тура · g8 чорний король · a7 чорний пішак · b7 чорний слон · c7 чорний пішак · d7 чорний кінь · e7 чорний слон · h7 чорний пішак · b6 чорний пішак · g6 чорний пішак · d5 чорний пішак · e5 білий кінь · d4 білий пішак · f4 білий пішак · g4 чорний пішак · d3 білий слон · e3 білий слон · h3 біла тура · a2 білий пішак · b2 білий пішак · c2 білий пішак · e2 білий ферзь · h2 білий пішак · a1 біла тура · g1 білий король | a8 чорна тура · d8 чорний ферзь · f8 чорна тура · g8 чорний король · a7 чорний пішак · b7 чорний слон · c7 чорний пішак · d7 чорний кінь · e7 чорний слон · h7 чорний пішак · b6 чорний пішак · g6 чорний пішак · d5 чорний пішак · e5 білий кінь · d4 білий пішак · f4 білий пішак · g4 чорний пішак · d3 білий слон · e3 білий слон · h3 біла тура · a2 білий пішак · b2 білий пішак · c2 білий пішак · e2 білий ферзь · h2 білий пішак · a1 біла тура · g1 білий король | a8 чорна тура · d8 чорний ферзь · f8 чорна тура · g8 чорний король · a7 чорний пішак · b7 чорний слон · c7 чорний пішак · d7 чорний кінь · e7 чорний слон · h7 чорний пішак · b6 чорний пішак · g6 чорний пішак · d5 чорний пішак · e5 білий кінь · d4 білий пішак · f4 білий пішак · g4 чорний пішак · d3 білий слон · e3 білий слон · h3 біла тура · a2 білий пішак · b2 білий пішак · c2 білий пішак · e2 білий ферзь · h2 білий пішак · a1 біла тура · g1 білий король | 5 |
| 4 | a8 чорна тура · d8 чорний ферзь · f8 чорна тура · g8 чорний король · a7 чорний пішак · b7 чорний слон · c7 чорний пішак · d7 чорний кінь · e7 чорний слон · h7 чорний пішак · b6 чорний пішак · g6 чорний пішак · d5 чорний пішак · e5 білий кінь · d4 білий пішак · f4 білий пішак · g4 чорний пішак · d3 білий слон · e3 білий слон · h3 біла тура · a2 білий пішак · b2 білий пішак · c2 білий пішак · e2 білий ферзь · h2 білий пішак · a1 біла тура · g1 білий король | a8 чорна тура · d8 чорний ферзь · f8 чорна тура · g8 чорний король · a7 чорний пішак · b7 чорний слон · c7 чорний пішак · d7 чорний кінь · e7 чорний слон · h7 чорний пішак · b6 чорний пішак · g6 чорний пішак · d5 чорний пішак · e5 білий кінь · d4 білий пішак · f4 білий пішак · g4 чорний пішак · d3 білий слон · e3 білий слон · h3 біла тура · a2 білий пішак · b2 білий пішак · c2 білий пішак · e2 білий ферзь · h2 білий пішак · a1 біла тура · g1 білий король | a8 чорна тура · d8 чорний ферзь · f8 чорна тура · g8 чорний король · a7 чорний пішак · b7 чорний слон · c7 чорний пішак · d7 чорний кінь · e7 чорний слон · h7 чорний пішак · b6 чорний пішак · g6 чорний пішак · d5 чорний пішак · e5 білий кінь · d4 білий пішак · f4 білий пішак · g4 чорний пішак · d3 білий слон · e3 білий слон · h3 біла тура · a2 білий пішак · b2 білий пішак · c2 білий пішак · e2 білий ферзь · h2 білий пішак · a1 біла тура · g1 білий король | a8 чорна тура · d8 чорний ферзь · f8 чорна тура · g8 чорний король · a7 чорний пішак · b7 чорний слон · c7 чорний пішак · d7 чорний кінь · e7 чорний слон · h7 чорний пішак · b6 чорний пішак · g6 чорний пішак · d5 чорний пішак · e5 білий кінь · d4 білий пішак · f4 білий пішак · g4 чорний пішак · d3 білий слон · e3 білий слон · h3 біла тура · a2 білий пішак · b2 білий пішак · c2 білий пішак · e2 білий ферзь · h2 білий пішак · a1 біла тура · g1 білий король | a8 чорна тура · d8 чорний ферзь · f8 чорна тура · g8 чорний король · a7 чорний пішак · b7 чорний слон · c7 чорний пішак · d7 чорний кінь · e7 чорний слон · h7 чорний пішак · b6 чорний пішак · g6 чорний пішак · d5 чорний пішак · e5 білий кінь · d4 білий пішак · f4 білий пішак · g4 чорний пішак · d3 білий слон · e3 білий слон · h3 біла тура · a2 білий пішак · b2 білий пішак · c2 білий пішак · e2 білий ферзь · h2 білий пішак · a1 біла тура · g1 білий король | a8 чорна тура · d8 чорний ферзь · f8 чорна тура · g8 чорний король · a7 чорний пішак · b7 чорний слон · c7 чорний пішак · d7 чорний кінь · e7 чорний слон · h7 чорний пішак · b6 чорний пішак · g6 чорний пішак · d5 чорний пішак · e5 білий кінь · d4 білий пішак · f4 білий пішак · g4 чорний пішак · d3 білий слон · e3 білий слон · h3 біла тура · a2 білий пішак · b2 білий пішак · c2 білий пішак · e2 білий ферзь · h2 білий пішак · a1 біла тура · g1 білий король | a8 чорна тура · d8 чорний ферзь · f8 чорна тура · g8 чорний король · a7 чорний пішак · b7 чорний слон · c7 чорний пішак · d7 чорний кінь · e7 чорний слон · h7 чорний пішак · b6 чорний пішак · g6 чорний пішак · d5 чорний пішак · e5 білий кінь · d4 білий пішак · f4 білий пішак · g4 чорний пішак · d3 білий слон · e3 білий слон · h3 біла тура · a2 білий пішак · b2 білий пішак · c2 білий пішак · e2 білий ферзь · h2 білий пішак · a1 біла тура · g1 білий король | a8 чорна тура · d8 чорний ферзь · f8 чорна тура · g8 чорний король · a7 чорний пішак · b7 чорний слон · c7 чорний пішак · d7 чорний кінь · e7 чорний слон · h7 чорний пішак · b6 чорний пішак · g6 чорний пішак · d5 чорний пішак · e5 білий кінь · d4 білий пішак · f4 білий пішак · g4 чорний пішак · d3 білий слон · e3 білий слон · h3 біла тура · a2 білий пішак · b2 білий пішак · c2 білий пішак · e2 білий ферзь · h2 білий пішак · a1 біла тура · g1 білий король | 4 |
| 3 | a8 чорна тура · d8 чорний ферзь · f8 чорна тура · g8 чорний король · a7 чорний пішак · b7 чорний слон · c7 чорний пішак · d7 чорний кінь · e7 чорний слон · h7 чорний пішак · b6 чорний пішак · g6 чорний пішак · d5 чорний пішак · e5 білий кінь · d4 білий пішак · f4 білий пішак · g4 чорний пішак · d3 білий слон · e3 білий слон · h3 біла тура · a2 білий пішак · b2 білий пішак · c2 білий пішак · e2 білий ферзь · h2 білий пішак · a1 біла тура · g1 білий король | a8 чорна тура · d8 чорний ферзь · f8 чорна тура · g8 чорний король · a7 чорний пішак · b7 чорний слон · c7 чорний пішак · d7 чорний кінь · e7 чорний слон · h7 чорний пішак · b6 чорний пішак · g6 чорний пішак · d5 чорний пішак · e5 білий кінь · d4 білий пішак · f4 білий пішак · g4 чорний пішак · d3 білий слон · e3 білий слон · h3 біла тура · a2 білий пішак · b2 білий пішак · c2 білий пішак · e2 білий ферзь · h2 білий пішак · a1 біла тура · g1 білий король | a8 чорна тура · d8 чорний ферзь · f8 чорна тура · g8 чорний король · a7 чорний пішак · b7 чорний слон · c7 чорний пішак · d7 чорний кінь · e7 чорний слон · h7 чорний пішак · b6 чорний пішак · g6 чорний пішак · d5 чорний пішак · e5 білий кінь · d4 білий пішак · f4 білий пішак · g4 чорний пішак · d3 білий слон · e3 білий слон · h3 біла тура · a2 білий пішак · b2 білий пішак · c2 білий пішак · e2 білий ферзь · h2 білий пішак · a1 біла тура · g1 білий король | a8 чорна тура · d8 чорний ферзь · f8 чорна тура · g8 чорний король · a7 чорний пішак · b7 чорний слон · c7 чорний пішак · d7 чорний кінь · e7 чорний слон · h7 чорний пішак · b6 чорний пішак · g6 чорний пішак · d5 чорний пішак · e5 білий кінь · d4 білий пішак · f4 білий пішак · g4 чорний пішак · d3 білий слон · e3 білий слон · h3 біла тура · a2 білий пішак · b2 білий пішак · c2 білий пішак · e2 білий ферзь · h2 білий пішак · a1 біла тура · g1 білий король | a8 чорна тура · d8 чорний ферзь · f8 чорна тура · g8 чорний король · a7 чорний пішак · b7 чорний слон · c7 чорний пішак · d7 чорний кінь · e7 чорний слон · h7 чорний пішак · b6 чорний пішак · g6 чорний пішак · d5 чорний пішак · e5 білий кінь · d4 білий пішак · f4 білий пішак · g4 чорний пішак · d3 білий слон · e3 білий слон · h3 біла тура · a2 білий пішак · b2 білий пішак · c2 білий пішак · e2 білий ферзь · h2 білий пішак · a1 біла тура · g1 білий король | a8 чорна тура · d8 чорний ферзь · f8 чорна тура · g8 чорний король · a7 чорний пішак · b7 чорний слон · c7 чорний пішак · d7 чорний кінь · e7 чорний слон · h7 чорний пішак · b6 чорний пішак · g6 чорний пішак · d5 чорний пішак · e5 білий кінь · d4 білий пішак · f4 білий пішак · g4 чорний пішак · d3 білий слон · e3 білий слон · h3 біла тура · a2 білий пішак · b2 білий пішак · c2 білий пішак · e2 білий ферзь · h2 білий пішак · a1 біла тура · g1 білий король | a8 чорна тура · d8 чорний ферзь · f8 чорна тура · g8 чорний король · a7 чорний пішак · b7 чорний слон · c7 чорний пішак · d7 чорний кінь · e7 чорний слон · h7 чорний пішак · b6 чорний пішак · g6 чорний пішак · d5 чорний пішак · e5 білий кінь · d4 білий пішак · f4 білий пішак · g4 чорний пішак · d3 білий слон · e3 білий слон · h3 біла тура · a2 білий пішак · b2 білий пішак · c2 білий пішак · e2 білий ферзь · h2 білий пішак · a1 біла тура · g1 білий король | a8 чорна тура · d8 чорний ферзь · f8 чорна тура · g8 чорний король · a7 чорний пішак · b7 чорний слон · c7 чорний пішак · d7 чорний кінь · e7 чорний слон · h7 чорний пішак · b6 чорний пішак · g6 чорний пішак · d5 чорний пішак · e5 білий кінь · d4 білий пішак · f4 білий пішак · g4 чорний пішак · d3 білий слон · e3 білий слон · h3 біла тура · a2 білий пішак · b2 білий пішак · c2 білий пішак · e2 білий ферзь · h2 білий пішак · a1 біла тура · g1 білий король | 3 |
| 2 | a8 чорна тура · d8 чорний ферзь · f8 чорна тура · g8 чорний король · a7 чорний пішак · b7 чорний слон · c7 чорний пішак · d7 чорний кінь · e7 чорний слон · h7 чорний пішак · b6 чорний пішак · g6 чорний пішак · d5 чорний пішак · e5 білий кінь · d4 білий пішак · f4 білий пішак · g4 чорний пішак · d3 білий слон · e3 білий слон · h3 біла тура · a2 білий пішак · b2 білий пішак · c2 білий пішак · e2 білий ферзь · h2 білий пішак · a1 біла тура · g1 білий король | a8 чорна тура · d8 чорний ферзь · f8 чорна тура · g8 чорний король · a7 чорний пішак · b7 чорний слон · c7 чорний пішак · d7 чорний кінь · e7 чорний слон · h7 чорний пішак · b6 чорний пішак · g6 чорний пішак · d5 чорний пішак · e5 білий кінь · d4 білий пішак · f4 білий пішак · g4 чорний пішак · d3 білий слон · e3 білий слон · h3 біла тура · a2 білий пішак · b2 білий пішак · c2 білий пішак · e2 білий ферзь · h2 білий пішак · a1 біла тура · g1 білий король | a8 чорна тура · d8 чорний ферзь · f8 чорна тура · g8 чорний король · a7 чорний пішак · b7 чорний слон · c7 чорний пішак · d7 чорний кінь · e7 чорний слон · h7 чорний пішак · b6 чорний пішак · g6 чорний пішак · d5 чорний пішак · e5 білий кінь · d4 білий пішак · f4 білий пішак · g4 чорний пішак · d3 білий слон · e3 білий слон · h3 біла тура · a2 білий пішак · b2 білий пішак · c2 білий пішак · e2 білий ферзь · h2 білий пішак · a1 біла тура · g1 білий король | a8 чорна тура · d8 чорний ферзь · f8 чорна тура · g8 чорний король · a7 чорний пішак · b7 чорний слон · c7 чорний пішак · d7 чорний кінь · e7 чорний слон · h7 чорний пішак · b6 чорний пішак · g6 чорний пішак · d5 чорний пішак · e5 білий кінь · d4 білий пішак · f4 білий пішак · g4 чорний пішак · d3 білий слон · e3 білий слон · h3 біла тура · a2 білий пішак · b2 білий пішак · c2 білий пішак · e2 білий ферзь · h2 білий пішак · a1 біла тура · g1 білий король | a8 чорна тура · d8 чорний ферзь · f8 чорна тура · g8 чорний король · a7 чорний пішак · b7 чорний слон · c7 чорний пішак · d7 чорний кінь · e7 чорний слон · h7 чорний пішак · b6 чорний пішак · g6 чорний пішак · d5 чорний пішак · e5 білий кінь · d4 білий пішак · f4 білий пішак · g4 чорний пішак · d3 білий слон · e3 білий слон · h3 біла тура · a2 білий пішак · b2 білий пішак · c2 білий пішак · e2 білий ферзь · h2 білий пішак · a1 біла тура · g1 білий король | a8 чорна тура · d8 чорний ферзь · f8 чорна тура · g8 чорний король · a7 чорний пішак · b7 чорний слон · c7 чорний пішак · d7 чорний кінь · e7 чорний слон · h7 чорний пішак · b6 чорний пішак · g6 чорний пішак · d5 чорний пішак · e5 білий кінь · d4 білий пішак · f4 білий пішак · g4 чорний пішак · d3 білий слон · e3 білий слон · h3 біла тура · a2 білий пішак · b2 білий пішак · c2 білий пішак · e2 білий ферзь · h2 білий пішак · a1 біла тура · g1 білий король | a8 чорна тура · d8 чорний ферзь · f8 чорна тура · g8 чорний король · a7 чорний пішак · b7 чорний слон · c7 чорний пішак · d7 чорний кінь · e7 чорний слон · h7 чорний пішак · b6 чорний пішак · g6 чорний пішак · d5 чорний пішак · e5 білий кінь · d4 білий пішак · f4 білий пішак · g4 чорний пішак · d3 білий слон · e3 білий слон · h3 біла тура · a2 білий пішак · b2 білий пішак · c2 білий пішак · e2 білий ферзь · h2 білий пішак · a1 біла тура · g1 білий король | a8 чорна тура · d8 чорний ферзь · f8 чорна тура · g8 чорний король · a7 чорний пішак · b7 чорний слон · c7 чорний пішак · d7 чорний кінь · e7 чорний слон · h7 чорний пішак · b6 чорний пішак · g6 чорний пішак · d5 чорний пішак · e5 білий кінь · d4 білий пішак · f4 білий пішак · g4 чорний пішак · d3 білий слон · e3 білий слон · h3 біла тура · a2 білий пішак · b2 білий пішак · c2 білий пішак · e2 білий ферзь · h2 білий пішак · a1 біла тура · g1 білий король | 2 |
| 1 | a8 чорна тура · d8 чорний ферзь · f8 чорна тура · g8 чорний король · a7 чорний пішак · b7 чорний слон · c7 чорний пішак · d7 чорний кінь · e7 чорний слон · h7 чорний пішак · b6 чорний пішак · g6 чорний пішак · d5 чорний пішак · e5 білий кінь · d4 білий пішак · f4 білий пішак · g4 чорний пішак · d3 білий слон · e3 білий слон · h3 біла тура · a2 білий пішак · b2 білий пішак · c2 білий пішак · e2 білий ферзь · h2 білий пішак · a1 біла тура · g1 білий король | a8 чорна тура · d8 чорний ферзь · f8 чорна тура · g8 чорний король · a7 чорний пішак · b7 чорний слон · c7 чорний пішак · d7 чорний кінь · e7 чорний слон · h7 чорний пішак · b6 чорний пішак · g6 чорний пішак · d5 чорний пішак · e5 білий кінь · d4 білий пішак · f4 білий пішак · g4 чорний пішак · d3 білий слон · e3 білий слон · h3 біла тура · a2 білий пішак · b2 білий пішак · c2 білий пішак · e2 білий ферзь · h2 білий пішак · a1 біла тура · g1 білий король | a8 чорна тура · d8 чорний ферзь · f8 чорна тура · g8 чорний король · a7 чорний пішак · b7 чорний слон · c7 чорний пішак · d7 чорний кінь · e7 чорний слон · h7 чорний пішак · b6 чорний пішак · g6 чорний пішак · d5 чорний пішак · e5 білий кінь · d4 білий пішак · f4 білий пішак · g4 чорний пішак · d3 білий слон · e3 білий слон · h3 біла тура · a2 білий пішак · b2 білий пішак · c2 білий пішак · e2 білий ферзь · h2 білий пішак · a1 біла тура · g1 білий король | a8 чорна тура · d8 чорний ферзь · f8 чорна тура · g8 чорний король · a7 чорний пішак · b7 чорний слон · c7 чорний пішак · d7 чорний кінь · e7 чорний слон · h7 чорний пішак · b6 чорний пішак · g6 чорний пішак · d5 чорний пішак · e5 білий кінь · d4 білий пішак · f4 білий пішак · g4 чорний пішак · d3 білий слон · e3 білий слон · h3 біла тура · a2 білий пішак · b2 білий пішак · c2 білий пішак · e2 білий ферзь · h2 білий пішак · a1 біла тура · g1 білий король | a8 чорна тура · d8 чорний ферзь · f8 чорна тура · g8 чорний король · a7 чорний пішак · b7 чорний слон · c7 чорний пішак · d7 чорний кінь · e7 чорний слон · h7 чорний пішак · b6 чорний пішак · g6 чорний пішак · d5 чорний пішак · e5 білий кінь · d4 білий пішак · f4 білий пішак · g4 чорний пішак · d3 білий слон · e3 білий слон · h3 біла тура · a2 білий пішак · b2 білий пішак · c2 білий пішак · e2 білий ферзь · h2 білий пішак · a1 біла тура · g1 білий король | a8 чорна тура · d8 чорний ферзь · f8 чорна тура · g8 чорний король · a7 чорний пішак · b7 чорний слон · c7 чорний пішак · d7 чорний кінь · e7 чорний слон · h7 чорний пішак · b6 чорний пішак · g6 чорний пішак · d5 чорний пішак · e5 білий кінь · d4 білий пішак · f4 білий пішак · g4 чорний пішак · d3 білий слон · e3 білий слон · h3 біла тура · a2 білий пішак · b2 білий пішак · c2 білий пішак · e2 білий ферзь · h2 білий пішак · a1 біла тура · g1 білий король | a8 чорна тура · d8 чорний ферзь · f8 чорна тура · g8 чорний король · a7 чорний пішак · b7 чорний слон · c7 чорний пішак · d7 чорний кінь · e7 чорний слон · h7 чорний пішак · b6 чорний пішак · g6 чорний пішак · d5 чорний пішак · e5 білий кінь · d4 білий пішак · f4 білий пішак · g4 чорний пішак · d3 білий слон · e3 білий слон · h3 біла тура · a2 білий пішак · b2 білий пішак · c2 білий пішак · e2 білий ферзь · h2 білий пішак · a1 біла тура · g1 білий король | a8 чорна тура · d8 чорний ферзь · f8 чорна тура · g8 чорний король · a7 чорний пішак · b7 чорний слон · c7 чорний пішак · d7 чорний кінь · e7 чорний слон · h7 чорний пішак · b6 чорний пішак · g6 чорний пішак · d5 чорний пішак · e5 білий кінь · d4 білий пішак · f4 білий пішак · g4 чорний пішак · d3 білий слон · e3 білий слон · h3 біла тура · a2 білий пішак · b2 білий пішак · c2 білий пішак · e2 білий ферзь · h2 білий пішак · a1 біла тура · g1 білий король | 1 |
|   | a | b | c | d | e | f | g | h |   |

Стейніц проводить матову атаку, руйнуючи захист чорного короля: 16.Т:h7! К:e5 17.fe Кр:h7 18.Ф:g4 Тg8 19.Фh5+ Крg7 20.Фh6+ Крf7 21.Фh7+ Крe6 22.Фh3+ Крf7 23.Тf1+ Крe8 24.Фe6 Тg7 25.Сg5 Фd7 26.С:g6+ Т:g6 27.Ф:g6+ з матом у два ходи.
Після турніру Стейніц провів матч з п'ятим призером Серафіно Дюбуа і переміг з рахунком +5 −3 =1. Він вирішив влаштуватися в Лондоні, де склалася шахова інфраструктура, були відкриті кілька популярних шахових клубів і виходили газети. Перший час заробляв собі на життя грою на ставку з випадковими партнерами в ресторані Simpson's Divan і шахових клубах. У січні 1863 року здобув упевнену перемогу (+7 -1 =2) в матчі з Джозефом Генрі Блекберном . Інші матчі з місцевими майстрами (Монгредьєном, Фредеріком Діконом, Ст. Гріном та іншими) теж закінчувалися перемогою Стейніца, тож часто він давав своїм суперникам фору.
Успіхи Стейніца дозволили йому 1866 року організувати матч в Лондоні організували матч до восьми перемог з німцем Адольфом Андерсеном, якого вважали найсильнішим чинним шахістом того часу: він переміг у лондонських турнірах 1851 і 1862 років, а американець Пол Морфі, який виграв матч у Андерсена, припинив виступи. Андерсен виграв першу партію. Стейніц здобув чотири перемоги поспіль, але Андерсен зміг відповісти такою ж серією. Втім, Стейніц виграв чотири з п'яти наступних партій, що принесло йому перемогу в матчі з рахунком 8:6. Матч був примітний, по-перше, тим, що жодна з партій не закінчилася внічию, і, по-друге, дебютним протистоянням. Шість з семи партій, у яких Андерсен грав білими, проходили в гамбіті Еванса (суперники виграли по три), а коли білий колір був у Стейніца, то п'ять разів зустрічався королівський гамбіт і двічі сицилійський захист. При цьому, застосовуючи чорними сицилійський захист та уникаючи гострих дебютних варіантів, Андерсен виграв обидві партії, але дух часу вимагав приймати виклик (тобто гамбітний варіант) суперника, і Андерсен частіше погоджувався на королівський гамбіт, у якому Стейніц в підсумку здобув чотири перемоги. Як сам Стейніц, так і сучасна преса згодом часто датували завоювання австрійським шахістом титулу чемпіона світу 1866 роком, а не 1886 роком, коли Стейніц переміг Цукерторта. Цю ж дату за точку відліку беруть і деякі пізніші автори.
Наприкінці 1866 року Стейніц переміг у матчі англійської шахіста Генрі Берда. Матч завершився лише з невеликою перевагою австрійського шахіста: +7 -5 =5. Поєдинок складався важко, а Берд зробив їдке зауваження, що Морфі міг би давати Стейніцу вперед пішака і хід. Це змусило останнього переосмислити свій підхід до шахів, але й стало причиною його неприязного ставлення до Берда. Наступного року Стейніц здійснив гастрольну поїздку в Шотландію, де посів друге місце на турнірі в Данді позаду Ґустава Ноймана. На міжнародному турнірі в Парижі Стейніц, якого за відсутності Андерсена вважали фаворитом, здобув третій приз. Перші два місця посіли Іґнац фон Коліш і Шимон Вінавер. Їм, а також четвертого призеру Нойману, Стейніц у двоколовому змаганні програв по одній партії.
На міжнародному турнірі, який 1870 року відбувся в Баден-Бадені, Стейніц знову не зумів здобути перемогу. Він на пів-очка відстав від Андерсена, якому програв обидві особистих зустрічі. Водночас Стейніц виграв обидві партії у Ноймана, який поділив 3-4 місце, і у п'ятого призера Луї Паульсена. Партії з Паульсеном Яків Нейштадт відзначає особливо: якщо першу з них Стейніц провів у романтичному гамбітному стилі, то в другій грав строго позиційно, випередивши свій час. Пізніше Стейніц писав, що в цей період здійснив переоцінку свого підходу до шахів, поставивши на чільне місце позиційну гру: «На турнірах в Парижі (1867) і Баден-Бадені (1870) я розраховував взяти 1-й приз, — згадував потім перший чемпіон світу. — Не здобувши його, я змушений був задуматися і прийшов до висновку, що комбінаційна гра, хоча й дає іноді гарні результати, не в змозі забезпечити міцного успіху. Під час ретельного вивчення такого роду партій я виявив у них низку дефектів. Багато спокусливих і вдалих жертв виявилися неправильними. Я прийшов до переконання, що надійний захист вимагає значно меншої витрати сил, ніж атака. Взагалі атака має шанси на успіх лише тоді, коли позиція супротивника вже ослаблена. Відтоді моя думка була спрямована на те, щоб знайти простий і вірний спосіб ослаблення ворожої позиції».
На лондонському гандикап-турнірі 1871 року Стейніц виграв усі 12 партій, а на міжнародному турнірі наступного році — сім з семи (відповідно до правил турніру партію між Стейніцом і Цукертортом, яка завершилася внічию, переграли). У серпні — вересні 1872 року Стейніц з Цукертортом, який до того не був відомий за межами Німеччини, зіграли в Лондоні матч, і він закінчився переконливою перемогою Стейніца: +7 -1 =4. 1873 року до чергової всесвітньої виставки був приурочений великий шаховий турнір у Відні. Він проходив за незвичною схемою: дванадцять учасників грали мікроматчі на більшість з трьох партій, отримуючи по очку за перемогу в мікроматчі й пів-очка, за нічию. Стейніц виграв десять з одинадцяти мікроматчів і програв Блекберну, з яким поділив перше місце. У додатковому мікроматчі він переміг Блекберна 2:0 і отримав великий на ті часи перший приз 2000 гульденів. Крім того, Стейніц вперше посів місце на турнірі вище за Андерсена. Саме у Відні австрійський шахіст почав будувати партію відповідно до принципів позиційної гри, які він розробляв. Однак публіка не зрозуміла тиху гру Стейніца і не прийняла її.
У січні 1873 року Стейніц отримав пропозицію стати редактором шахового відділу в англійському спортивному журналі «Філд» (The Field). На наступні дев'ять років робота в журналі стала основним заняттям Стейніца і джерелом постійного прибутку. Він припинив участь у серйозних змаганнях, обмежившись лише легкими партіями, сеансами одночасної гри, зокрема наосліп — у таких виступах Стейніц був виключно успішний, — і матчем 1876 року проти Джозефа Генрі Блекберна, видатного комбінаційного шахіста того часу. Результат цього матчу вразив увесь світ: Блекберн програв усі сім партій. Кілька разів Стейніц відвідував великі шахові змагання як кореспондент: турнір у Парижі 1878 року, турнір у Вісбадені 1880-му і конгрес Німецького шахового союзу 1881 року в Берліні. У журналі «Філд» Стейніц не лише аналізував шахові партії, крім конкретних варіантів він відзначав і загальний хід гри і переломні моменти, що було новим для того часу, але й публікував теоретичні статті. Як у статтях, так і в коментарях до партій він постійно підкреслював необхідність дотримуватись своїх принципів ведення позиційної гри і критикував колег, які приділяли основну увагу комбінаційній грі і не надавали значення новаціям Стейніца. 1881 року Стейніц у друці критично відгукнувся про анотації партій Цукерторта з берлінського турніру в журналі «Chess Monthly», який редагували журналіст Леопольд Гоффер і сам Цукерторт. Між двома журналами розгорнулася запекла полеміка з дошкульними особистими випадами з обох сторін. Стейніц зокрема пропонував вирішити суперечку в шаховому матчі, в якому одна зі сторін дає інший фору, але такого матчу не відбулося. Це протистояння, яке дістало назву «чорнильної війни» (англ. Ink war), закінчилося усуненням Стейніца від роботи в шаховому відділі «Філд» наприкінці 1882 року.
1882 року у Відні пройшов міжнародний турнір на честь 25-річчя Віденського шахового товариства, у якому взяли участь 18 майстрів, зокрема Стейніц, Цукерторт, Блекберн та Вінавер. Стейніц зазнав декількох поразок на старті турніру, зокрема в принциповій зустрічі з Цукертортом, але сильно провів другий круг і завершив змагання маючи 24 очки з 34. Стільки ж набрав Вінавер, третій призер Мезон — на очко менше.

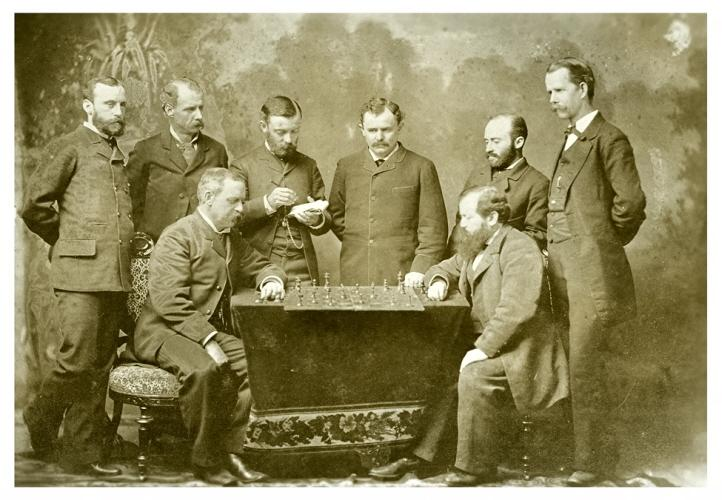
Стейніц (за шахівницею праворуч) під час гастролей у Новому Орлеані (1883)

Наприкінці 1882 року Стейніц прибув з турне до США. Він відвідав Філадельфію, Нью-Йорк, Балтимор та Новий Орлеан і виступав з сеансами одночасної гри і показовими партіями проти місцевих майстрів. Після США відвідав Гавану, з розгромним рахунком вигравши матч проти кубинського чемпіона Селсо Гольмайо Зупіде. Навесні 1883 року повернувся до Лондона. Там у квітні розпочався черговий міжнародний турнір, де крім Стейніца і його суперника Цукерторта взяли участь більшість найсильніших шахістів того часу. Той турнір завершився тріумфом Цукерторта, який набрав 22 очки з 26 (при семи переграних нічиїх) і випередив Стейніца на три очки. Австрійський шахіст програв по дві партії Михайлові Чигоріну і Самуелеві Розенталю — видатним представникам «романтичної школи». Оскільки результат турніру ставив під сумнів безперечні домагання Стейніца на світове лідерство, він викликав на матч Цукерторта, але матч не відбувся: Цукерторт бажав грати в Лондоні, з чим не погоджувався Стейніц.

### США. Чемпіон світу
У вересні 1883 року Стейніц покинув Англію, де прожив 20 років і переїхав до США, де оселився в Нью-Йорку. У 1888 році він отримав американське громадянство. У жовтні 1884 року оголосив про початок передплати на новий шаховий журнал «International Chess Magazine». Його перший номер вийшов у січні наступного року. Як і раніше «Філд», новий журнал став рупором Стейніца-теоретика.
Упродовж 1884 і 1885 років йшли переговори про матч між Стейницом і Цукертортом. Угоду про умови матчу підписали наприкінці 1885 року. У ній окремо обумовлювалося, що матч грають за звання чемпіона світу. За умовами матчу, переможцем оголошувався той, хто першим виграє десять партій. Ігри проходили в трьох американських містах: Нью-Йорку, Сент-Луїсі та Новому Орлеані. Першу партію 11 січня 1886 року виграв Стейніц. Однак у другій партії Цукерторт зрівняв рахунок. У третій Стейніц досягнув значної позиційної переваги, але пропустив тактичний удар і зазнав поразки, а потім програв і дві наступні партії. Після п'яти партій Цукерторт повів з рахунком 4:1. Проте вже у дев'ятій партії Стейніц наздогнав свого суперника, а потім матч вже повністю проходив за сценарієм Стейніца. Десяту перемогу він здобув у двадцятій партії матчу, який завершився з рахунком +10 -5 =5. Другий чемпіон світу Емануїл Ласкер згодом підвів такий підсумок матчу, що більш вправний у позиційній грі Стейніц переграв супротивника, який перевершував його в комбінаційному даруванні: «Цукерторт вірив у комбінацію, був обдарований творчою винахідливістю в цій області. Однак у більшій частині партій матчу він не міг використати свою силу, оскільки Стейніц, здавалося, володів даром передбачати комбінацію задовго до її появи і при бажанні — перешкоджати її здійсненню».
Невдовзі після перемоги Стейніц почав отримувати виклики на матч від претендентів на звання чемпіона світу. Він відхилив пропозицію Берда, який не перемагав на міжнародних турнірах, а матч проти Паульсена не відбувся через фінансові труднощі. Коли в 1888 році Стейніц знову відвідав Гавану, то отримав пропозицію від місцевих меценатів провести матч на Кубі, вибравши гідного претендента на свій розсуд. Стейніц назвав російського майстра Михайла Чигоріна, свого ідеологічного супротивника, що мав проти Стейніца позитивний рахунок в турнірних зустрічах. Матч з 20 партій відбувся взимку наступного року. Стейніц здобув перемогу з рахунком 11½:6½. Також 1888 року Стейніц взяв участь у виробленні умов Шостого Американського шахового конгресу — турніру, який повинен був, за задумом організаторів, упорядкувати визначення нового суперника чемпіона світу і стати чимось на зразок сучасних претендентських турнірів. Також Стейніц став автором турнірної збірки. На турнірі, який відбувся 1889 року в Нью-Йорку, перше та друге місце поділили Чигорін і Мікса Вайсс, але обидва вони відмовилися від матчу зі Стейніцом. Виклик чемпіонові світу направив третій призер Ісидор Гунсберг. Після того, як на початку 1890 року Гунсберг звів унічию матч з Чигоріним (11½:11½), Стейніц погодився грати проти Гунсберга. Цей матч, зіграний взимку 1890/1891 років, завершився перемогою чемпіона 10½:8½, однак ця перемога була набагато менш впевненою, ніж чекали від Стейніца. Його суперник сам був сильний у в'язкій позиційній грі і карав Стейніца за ризиковані експерименти в перших партіях.
Після того, як Стейніц програв Чигоріну дві партії, зіграні по телеграфу, які продовжували теоретичну дискусію про гамбіт Еванса, петербурзький і гаванський шаховий клуби висунули пропозицію про новий матч між чемпіоном світу і російською шахістом. Стейніц погодився знову провести матч у Гавані. Цього разу його грали до десяти перемог; за рахунку 9:9 повинні були грати додаткові партії до трьох перемог одного з суперників. Матч проходив рівно, суперники обмінювалися перемогами, і після 22 партій Стейніц вів з рахунком +9 -8. У 23-й партії Чигорін досягнув вирішальної переваги, Стейніц у пошуках контргри віддав фігуру, і тут Чигорін припустився грубого позіху, мату у два ходи. Стейніц здобув десяту перемогу, закінчивши матч на свою користь.
Вигравши другий матч проти Чигоріна, Стейніц неодноразово казав, що не планує більше грати матчі. Однак, коли гаванський клуб запропонував організувати матч з молодою — до початку матчу йому було 26 років проти 58 років чемпіона — висхідною зіркою Емануїлом Ласкером, то Стейніц відповів згодою. Перша партія матчу, який грали до десяти перемог, пройшла в Нью-Йорку 15 березня 1894 року, і в ній виграв Ласкер. Після нью-йоркської частини Ласкер лідирував 4:2 за результативними партіями. У Філадельфії суперники повинні були грати до третьої перемоги одного з них, і для цього Ласкеру знадобилося лише три партії. Після переїзду до Монреаля Стейніц здобув дві перемоги, але надалі Ласкер продовжив нарощувати перевагу; останньою партією матчу стала дев'ятнадцята.

### Останні роки
Втративши найвище звання, Стейніц почав часто виступати в змаганнях. Він виграв турнір у Нью-Йорку (1894), випередивши Адольфа Альбіна і низку американських майстрів. 1895 року на найсильнішому за складом міжнародному турнірі в Гастінгсі Стейніц став лише п'ятим (13 очок з 20) — позаду Чигоріна, Ласкера, Тарраша і сенсаційного переможця Гаррі Пільсбері, який за рік до того на тому ж нью-йорському турнірі набрав лише 5 очок у десяти партіях. У Гастінгсі Стейніц провів партію проти німецького шахіста Курта Барделебена, яку вважають його найвищим творчим досягненням і однією з найглибших шахових комбінацій в історії.
Взимку 1895/1896 років у Санкт-Петербурзі відбувся матч-турнір найсильніших шахістів світу, який багато хто розглядав як змагання для визначення претендента на матч за шахову корону з Ласкером. Тарраш не приїхав, назвавши причиною зайнятість лікарською практикою, і в підсумку грали четверо: Ласкер, Стейніц, Чигорін і Пільсбері. Після першої половини лідирував Пільсбері, Стейніц йшов третім. У другій половині Пільсбері через хворобу набрав лише півтора очка у 9 партіях, і Стейніц вийшов на друге місце — після Ласкера.
Переговори з Ласкером завершилися успішно: початок матч-реваншу було призначено на листопад 1896 року в Москві. Готуючись до цього поєдинку, екс-чемпіон на початку нового року прибув до Ростова-на-Дону, щоб провести матч з Еммануїлом Шіфферсом. Стейніц переміг, але без явної переваги: +6 -4 =1. Влітку він посів лише шосте місце на нюрнберзькому турнірі, де переміг Ласкер. Матч-реванш обернувся впевненою перемогою Ласкера: 10 перемог при 2 поразках. Після матчу, коли Стейніц ще залишався в московському готелі, у нього були виявлені симптоми психічного розладу (пізніше сам шахіст стверджував, що перші його симптоми проявилися ще в 1876 році, після матчу з Блекберном, і повторювалися при особливій перевтомі). Приблизно на місяць його помістили в психіатричну клініку в Москві, де його відвідав знаменитий психіатр Сергій Корсаков. У березні екс-чемпіона виписали з лікарні, і він вирушив до Відня. Того ж року на пароплаві «Пенсільванія» він повернувся в Штати.
Бідність — збір коштів, оголошений Нью-Йоркським шаховим клубом, який не надав достатніх результатів, — змусила Стейніца знову вирушити в Європу. Попри вік та хворобу, Стейніц гідно виступив на черговому турнірі у Відні (1898): він взяв четвертий приз, набравши з 23½ очка з 36, позаду Тарраша, Пільсбері та Яновського, але вище Шлехтера, Мароці, Чигоріна, Шіфферса та інших. Однак наступні змагання показували очевидний спад у грі старіючого і хворого екс-чемпіона: він посів 5-те місце на більш слабкому 11-му конгресі Німецького шахового союзу (Кельн, 1898) і лише десяте-одинадцяте місця в Лондоні (1899), де тріумфально переміг Ласкер. Лондонський турнір став останнім змаганням в житті Стейніца.
1899 року Стейніц повернувся до Нью-Йорка, де жив разом з дружиною і двома дітьми в глибокій убогості. 11 лютого 1900 року його госпіталізували до психіатричної лікарні на острові Ворда в Мангеттені: йому здавалося, що з нього виходить електричний струм, який пересуває шахові фігури по шахівниці. У квітні його стан покращився, і його виписали, однак незабаром знову помістили до тієї ж лікарні. 12 серпня Стейніц помер від серцевого нападу. Його поховали на бруклінському цвинтарі Evergreens Cemetery на кошти Німецького союзу журналістів, до якого належав Стейніц.

## Особистість і сім'я

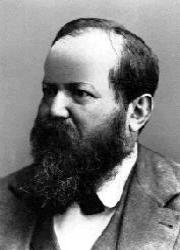

В офіційній збірці, виданій до турніру в Гастінгсі 1895 року, Стейніцу дано такий портрет: «Шахи — це його життя і душа, сенс його існування. Маючи блискучий інтелект і рідкісну любов до гри, він може забувати про все інше, про людей і речі. <...> Зовнішність його незвичайна і вражаюча: красива і велика голова з великим чолом, сивим волоссям і цегляного кольору бородою, досить повний, страждає від легкої кульгавості, яка природним чином посилилася з віком, ходить із тростиною. Його називають добрим плавцем, у будь-якому разі його запас плавучості величезний, і він може бути цікавим і чемним». Євген Зноско-Боровський описував його так: «Таким, глибоко зануреним у свої думи, з величезним опуклим чолом, його й зображують портрети, що збереглись. Проте вони, мабуть, дають лише віддалене уявлення про те, яким був Стейніц насправді. Це знову-таки канон, іконопис, перед нами філософ, а не боєць. Тим часом досить було подивитися в очі Стейніца, надзвичайно живі, гострі, глузливі, які дивляться жадібно, іноді зухвало і задиркувато, щоб зрозуміти, що це не безпристрасний мислитель, а палкий і самолюбний гравець. Це тільки зовні він здавався таким вихованим, заспокоєним старцем: всередині — клекотіло полум'я». Зноско-Боровський порівнював Стейніца з гномами з німецьких переказів, що зберігали вогонь і золото, яких часто описували як сварливих рудих карликів.
Уявлення про поганий характер Стейніца багато в чому стало наслідком його манери вести полеміку в пресі, що поєднала безапеляційність теоретичних суджень і персональні випади на адресу опонентів, зокрема — з яскравими епітетами. За словами Михайла Левідова, «його впертий і владний характер не виносив ніяких компромісів, його авторитарна психіка не вміщувалася в рамки „доброго тону“. Те, що він хотів сказати, казав він у весь голос, ігноруючи професійні пристойності і не шкодуючи самолюбства».
У побуті Стейніц міг бути дуже приємним співрозмовником, веселим і дотепним, знавцем анекдотів і віршів, які він легко запам'ятовував з першого прочитання. Він також любив музику і був великим шанувальником Ріхарда Вагнера.
1865 року, коли йому було 29, Стейніц одружився з 18-річною Кароліною Голдер з Великої Британії (народилася 22 листопада 1847 року). 7 серпня 1866 року в них народилася дочка Флора. 1888 року, у віці 22 років, Флора померла від ендокардиту; Стейніц важко переживав смерть єдиної доньки, а через 4 роки, 27 травня 1892, у віці 45 років від брайтової хвороби (нефриту) померла Кароліна. Стейніц невдовзі одружився вдруге, його нова обраниця Елізабет походила з Шотландії й була молодшою за чоловіка на 28 років. Вона народила сина Вільгельма Вільяма (1894 рік) і дочку Джулію (1897 рік). Після смерті Стейніца сліди його дружини і дітей губляться. Курт Ландсбергер висловлював гіпотезу, що під час перепису 1900 року Елізабет вказала інше прізвище.
Упродовж свого життя Стейніц висловлювався в пресі щодо «єврейського питання» і виступав проти антисемітизму. Так, 1891 року він опублікував у своїй колонці в «New-York Tribune» отримане від Чигоріна спростування повідомлень про прояв антисемітизму в Санкт-Петербурзькому шаховому товаристві. Наприкінці життя він працював над фундаментальною працею «Єврейство в шахах», але не закінчив її. Незадовго до смерті Стейніц опублікував статтю проти антисемітизму «Моя відповідь антисемітам у Відні і де завгодно...».

## Творчість і спадщина

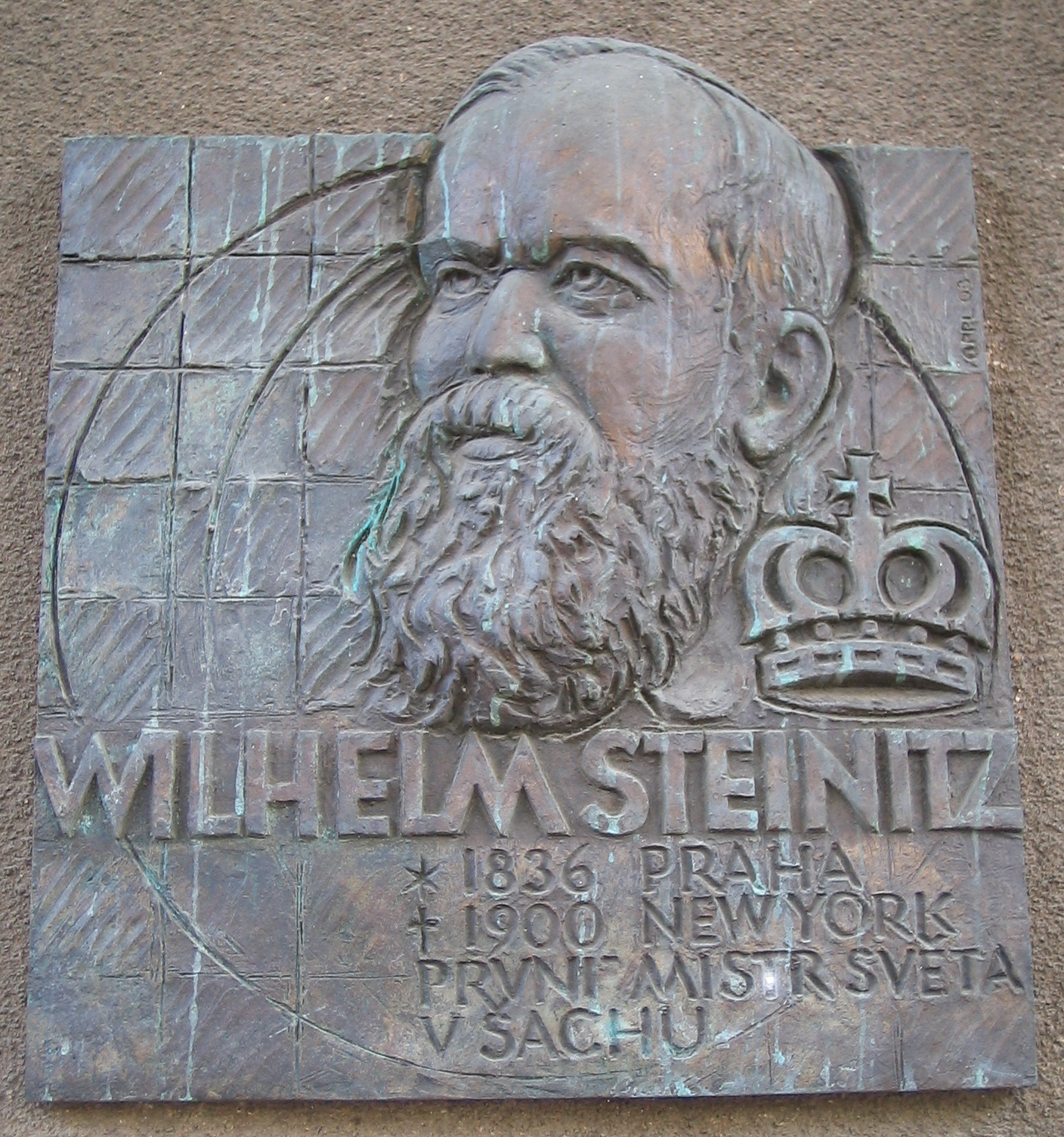
Пам'ятна дошка в Празі на будівлі філософського факультету Карлового університету на місці будинку, де народився Стейніц. Відкрито 30 червня 2004 року за участю президента Чехії Вацлава Клауса

### Загальна характеристика та оцінки
Стейніца розглядають як першого офіційного чемпіона світу і як новатора, який справив колосальний вплив на подальший розвиток шахів. Рубен Файн пише, що Стейніц був унікальною фігурою одразу через кілька причин: «Він був першим, хто офіційно завоював титул чемпіона світу; він був першим, хто створив якесь осмислене теоретичне вчення. Він розробив принципи позиційної гри, які відтоді стали азбучними істинами для шахів. Він був першим повністю професійним шаховим майстром, який присвятив грі все своє життя. І він першим показав, що шахова публіцистика може бути доброю літературою». Гаррі Каспаров починає відлік ери сучасних шахів саме від Стейніца і порівнює його внесок з роллю відкриттів XIX століття для сучасної науки.
Репутація Стейніца як найсильнішого гравця свого часу склалася в першу чергу завдяки його матчевим перемогам. Це пояснюється як тим, що у часи Стейніца великі турніри проходили раз на кілька років, так і тим, що в матчевих змаганнях Стейніц був набагато переконливіший. Якщо в найбільш представницьких турнірах він у кращому разі ділив перше місце (у Відні в 1873 році — з Блекберном, якого він переміг у додатковому мініматчі, і у Відні в 1882 році — з Вінавером), то в матчах до зустрічі з Ласкером він залишався практично непереможним: єдині дві поразки прийшлися на матч-гандикап проти де Віра (1865) і матч із двох партій по телеграфу проти Чигоріна (1891). Загалом за кар'єру Стейніц зіграв 33 матчі і переміг у 29 з них. Зноско-Боровський також пояснює цей феномен тим, що матчі набагато краще підходили і темпераменту Стейніца: на старті змагань він нерідко втрачав очки, граючи не на повну силу або дозволяючи собі експерименти, але потім «прискорювався» і вигравав партії серіями. Це не завжди дозволяло надолужити згаяне на турнірі, але працювало в матчах, де потрібно тривалий час боротися з одним і тим самим суперником. Стейніц ревниво ставився до своєї слави найсильнішого і прагнув постійно її підтверджувати. Він без вагань приймав виклики на матчі і особливо шукав зустрічі з тими, кому раніше вдавалося в чомусь перевершити Стейніца (так, Цукерторт випередив його в Лондоні в 1883 році, а Чигорін неодноразово перемагав Стейніца в особистих зустрічах), що відрізняло його від подальших чемпіонів світу.

### Теоретичні погляди. Позиційна школа
Стейніц увійшов до історії шахів не тільки як перший офіційний чемпіон, але як і засновник теорії, яка стала новим поворотним пунктом розвитку шахової гри. На початку творчого шляху Стейніц був прихильником і послідовником майстрів комбінації «романтичного» періоду, передусім Адольфа Андерсена. На перетині 1860-х і 1870-х років він зробив переоцінку своїх уявлень про шахи. Він переконався, що більшість комбінаційних атак вдавалися тільки через недосконалість мистецтва захисту. Вивчення партій шахістів минулого і своїх сучасників привело його до системи поглядів, нині відомих як позиційна школа. Одним з найважливіших джерел для Стейніца стала творчість Пола Морфі. Хоча Стейніц розглядав його як представника «комбінаційної» школи, тобто минулого, нині прийнято вважати, що багато ідей Стейніца вже знайшли відбиття в партіях Морфі: хоча він часто закінчував партії ефектними комбінаціями, це було наслідком швидкого і гармонійного розвитку фігур і створення слабких місць у позиції суперника, тобто комбінації Морфі мали під собою міцну позиційну основу. Але, за словами Боббі Фішера, якщо Морфі «зазвичай задовольнявся розігруванням дебютів „по-книжному“», то Стейніц був великим мислителем і оригінальним дослідником. Також Стейніц зазнав впливу Луї Паульсена, якого він називав «піонером нової школи» і який грав матч з Андерсеном, компенсуючи менше комбінаційне дарування висококласним захистом. У загальних рисах Стейніц виклав свою концепцію позиційної школи в статтях «Сучасна школа та її тенденції» і «Морфі й шахова гра його часу» (1885).
Ключовим поняттям теорії Стейніца стала оцінка позиції, яка визначає подальший план дій. За Стейніцом, партія починається в рівноважному стані, але різноманітні чинники — наприклад, кращий розвиток фігур, пішакова структура, володіння відкритими лініями — можуть змістити рівновагу в бік одного з гравців. У цьому разі на боці гравця утворюється перевага, яку можна реалізувати різними способами — як комбінацією, так і тривалим маневруванням, тиском на слабкість позиції противника, виграшем матеріалу. І навпаки, якщо гравець не використовує переваги своєї позиції, які за своєю природою тимчасові, то він може втратити ініціативу і розгубити перевагу. Під захистом Стейніц розумів гру в ситуації, коли рівновага зміщена на користь противника. Основний принцип захисту Стейніца — економія сил; захищаючись, слід йти лише на такі поступки, які абсолютно необхідні, і по можливості уникати послаблень пішакового розташування. Якщо позиція позбавлена слабкостей, то захищатися легше, ніж атакувати. Таким чином, план дій диктується самим характером позиції.
Стейніц багато і докладно писав про пішакову структуру, яку він відносив до найбільш стійких характеристик позиції, йдучи в цьому за ідеями Франсуа Філідора. В залежності від розташування пішаки могли бути силою позиції або її слабкістю, посилювати або, навпаки, послаблювати роль тих чи інших фігур. Пішакова структура може визначати план гри: так, якщо в розташуванні противника є слабкий пішак, то він може бути об'єктом тиску. Стейніц прагнув закритих і напівзакритих позицій, де пішакова структура надійно фіксується і визначає довготривалі плани сторін.
У вченні Стейніца було чимало суперечливого і просто помилкового. Наприклад, з позиції сучасної теорії дуже спірно виглядає його твердження про те, що короля слід активно використовувати в грі по всій шахівниці: «Ми вважаємо за встановлений факт, що на короля потрібно дивитися як на сильну фігуру і для захисту, і для нападу». Взагалі, багато позицій нині оцінюють інакше, ніж їх оцінював Стейніц, проте основні положення його вчення витримали перевірку часом.
Стейніц був відомий принциповістю і наполегливістю, з якими відстоював за шахівницею свої ідеї, зокрема і сумнівні або помилкові, що часто коштувало йому турнірних очок. Наприклад, граючи за чорних гамбіт Еванса, він прагнув довести життєздатність позиції після 1.e4 e5. 2.Кf3 Кс6 3.Сс4 Сс5 4.b4 З:b4 5.c3 Са5 6.0-0 Фf6?! У першому матчі проти Чигоріна Стейніц застосував цей хід у всіх восьми партіях, в яких його суперник обирав гамбіт Еванса, в матчі проти Гунсберга — у всіх чотирьох. Чигорін регулярно одержував кращу позицію, і тільки завдяки винахідливому захисту чемпіон виграв три партії і ще одну звів унічию. Гунсберг теж виграв цю тематичну дуель (на його рахунку дві перемоги і одна нічия).
Хоча сучасники погоджувалися з першістю Стейніца як шахіста-практика, але його вчення про позиційну гру гідно оцінили вже після смерті. Послідовниками Стейніца визнавали себе Зіґберт Тарраш і Ласкер, останній вважав Стейніца не просто шаховим теоретиком, але й великим філософом. 1930 року майбутній чемпіон світу Макс Ейве у своєму підручнику шахової гри описав вчення Стейніца як основу шахової стратегії.

### Внесок у дебютну теорію

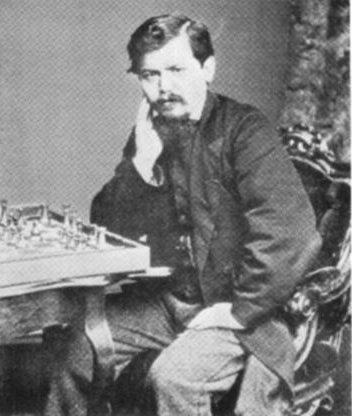
1866 рік

Іменем Стейніца названі кілька дебютних варіантів і систем, які він детально розробив. Зазвичай ці варіанти виникали як ілюстрації і логічні продовження поглядів Стейніца на позиційну гру.
В іспанській партії варіант 1.e4 e5 2.Кf3 Кс6 3.Сb5 d6 дістав назву «захист Стейніца» (у XX столітті також розроблено «покращений захист Стейніца» 1.e4 e5 2.Кf3 Кс6 3.Сb5 a6 4.Са4 d6). «Системою Стейніца» називають продовження 1.e4 e5 2.Кf3 Кc6 3.d4 ed 4.К:d4 Фh4 в шотландській партії. З часом Стейніц сам розчарувався в цьому ході, але в 1990-х роках на тлі відновлення інтересу до шотландської партії знайдено нові ресурси як за білих, так і за чорних. У 1999 році окрему книгу про систему Стейніца випустив гросмейстер Лев Гутман. У французькому захисті є варіант Стейніца 1.e4 e6 2.d4 d5 3.Кс3 Кf6 4.e5. У прийнятому ферзевому гамбіті Стейніц, в тому числі в матчі проти Цукерторта, застосував за чорних продовження 1.d4 d5 2.c4 dc 3.Кf3 Кf6 4.e3 e6 5.С:c4 c5 6.0-0 cd. План чорних полягає у створенні ізольованого пішака d4 і використанні поля d5. Одне з двох основних продовжень у російській партії — 1.e4 e5 2.Кf3 Кf6 3.d4 — також називають «системою Стейніца» .
У віденській партії Стейніцу належить ідея оригінального гамбіту, нині відомого як гамбіт Стейніца: 1.e4 e5 2.Кc3 Кc6 3.f4 ef 4.d4 Фh4+ 5.Крe2. Вперше він застосував його в 1867 році на турнірі в Данді проти Ґустава Ноймана. Цей гамбіт за задумом автора ілюстрував його ідею про те, що король в мітельшпілі може успішно залишатися в центрі без надійного притулку. Стейніц вважав, що спроби чорних провести атаку спричинять ослаблення їх позиції, а раннє виведення ферзя робить його вразливим для зручно розвинутих білих фігур. Серед перемог Стейніца в названому на честь нього гамбіті виділяється партія проти Луї Паульсена в Баден-Бадені 1870 року: в ній Стейніц впевнено і послідовно переграв майстра позиційної гри, якого високо цінував. Нині гамбіт Стейніца вважають невигідним для білих.

### Стейніц і шахова композиція
Стейніц нерідко писав про важливість розв'язання шахових задач і етюдів, сам блискуче їх вирішував і багато років підтримував дружні стосунки зі знаменитим американським проблемістом Семом Лойдом. Відомі кілька етюдів авторства Стейніца.
|   | a | b | c | d | e | f | g | h |   |
| 8 | g8 чорний король · e7 білий король · g6 білий пішак · h6 білий пішак · h4 білий слон · h1 чорна тура | g8 чорний король · e7 білий король · g6 білий пішак · h6 білий пішак · h4 білий слон · h1 чорна тура | g8 чорний король · e7 білий король · g6 білий пішак · h6 білий пішак · h4 білий слон · h1 чорна тура | g8 чорний король · e7 білий король · g6 білий пішак · h6 білий пішак · h4 білий слон · h1 чорна тура | g8 чорний король · e7 білий король · g6 білий пішак · h6 білий пішак · h4 білий слон · h1 чорна тура | g8 чорний король · e7 білий король · g6 білий пішак · h6 білий пішак · h4 білий слон · h1 чорна тура | g8 чорний король · e7 білий король · g6 білий пішак · h6 білий пішак · h4 білий слон · h1 чорна тура | g8 чорний король · e7 білий король · g6 білий пішак · h6 білий пішак · h4 білий слон · h1 чорна тура | 8 |
| 7 | g8 чорний король · e7 білий король · g6 білий пішак · h6 білий пішак · h4 білий слон · h1 чорна тура | g8 чорний король · e7 білий король · g6 білий пішак · h6 білий пішак · h4 білий слон · h1 чорна тура | g8 чорний король · e7 білий король · g6 білий пішак · h6 білий пішак · h4 білий слон · h1 чорна тура | g8 чорний король · e7 білий король · g6 білий пішак · h6 білий пішак · h4 білий слон · h1 чорна тура | g8 чорний король · e7 білий король · g6 білий пішак · h6 білий пішак · h4 білий слон · h1 чорна тура | g8 чорний король · e7 білий король · g6 білий пішак · h6 білий пішак · h4 білий слон · h1 чорна тура | g8 чорний король · e7 білий король · g6 білий пішак · h6 білий пішак · h4 білий слон · h1 чорна тура | g8 чорний король · e7 білий король · g6 білий пішак · h6 білий пішак · h4 білий слон · h1 чорна тура | 7 |
| 6 | g8 чорний король · e7 білий король · g6 білий пішак · h6 білий пішак · h4 білий слон · h1 чорна тура | g8 чорний король · e7 білий король · g6 білий пішак · h6 білий пішак · h4 білий слон · h1 чорна тура | g8 чорний король · e7 білий король · g6 білий пішак · h6 білий пішак · h4 білий слон · h1 чорна тура | g8 чорний король · e7 білий король · g6 білий пішак · h6 білий пішак · h4 білий слон · h1 чорна тура | g8 чорний король · e7 білий король · g6 білий пішак · h6 білий пішак · h4 білий слон · h1 чорна тура | g8 чорний король · e7 білий король · g6 білий пішак · h6 білий пішак · h4 білий слон · h1 чорна тура | g8 чорний король · e7 білий король · g6 білий пішак · h6 білий пішак · h4 білий слон · h1 чорна тура | g8 чорний король · e7 білий король · g6 білий пішак · h6 білий пішак · h4 білий слон · h1 чорна тура | 6 |
| 5 | g8 чорний король · e7 білий король · g6 білий пішак · h6 білий пішак · h4 білий слон · h1 чорна тура | g8 чорний король · e7 білий король · g6 білий пішак · h6 білий пішак · h4 білий слон · h1 чорна тура | g8 чорний король · e7 білий король · g6 білий пішак · h6 білий пішак · h4 білий слон · h1 чорна тура | g8 чорний король · e7 білий король · g6 білий пішак · h6 білий пішак · h4 білий слон · h1 чорна тура | g8 чорний король · e7 білий король · g6 білий пішак · h6 білий пішак · h4 білий слон · h1 чорна тура | g8 чорний король · e7 білий король · g6 білий пішак · h6 білий пішак · h4 білий слон · h1 чорна тура | g8 чорний король · e7 білий король · g6 білий пішак · h6 білий пішак · h4 білий слон · h1 чорна тура | g8 чорний король · e7 білий король · g6 білий пішак · h6 білий пішак · h4 білий слон · h1 чорна тура | 5 |
| 4 | g8 чорний король · e7 білий король · g6 білий пішак · h6 білий пішак · h4 білий слон · h1 чорна тура | g8 чорний король · e7 білий король · g6 білий пішак · h6 білий пішак · h4 білий слон · h1 чорна тура | g8 чорний король · e7 білий король · g6 білий пішак · h6 білий пішак · h4 білий слон · h1 чорна тура | g8 чорний король · e7 білий король · g6 білий пішак · h6 білий пішак · h4 білий слон · h1 чорна тура | g8 чорний король · e7 білий король · g6 білий пішак · h6 білий пішак · h4 білий слон · h1 чорна тура | g8 чорний король · e7 білий король · g6 білий пішак · h6 білий пішак · h4 білий слон · h1 чорна тура | g8 чорний король · e7 білий король · g6 білий пішак · h6 білий пішак · h4 білий слон · h1 чорна тура | g8 чорний король · e7 білий король · g6 білий пішак · h6 білий пішак · h4 білий слон · h1 чорна тура | 4 |
| 3 | g8 чорний король · e7 білий король · g6 білий пішак · h6 білий пішак · h4 білий слон · h1 чорна тура | g8 чорний король · e7 білий король · g6 білий пішак · h6 білий пішак · h4 білий слон · h1 чорна тура | g8 чорний король · e7 білий король · g6 білий пішак · h6 білий пішак · h4 білий слон · h1 чорна тура | g8 чорний король · e7 білий король · g6 білий пішак · h6 білий пішак · h4 білий слон · h1 чорна тура | g8 чорний король · e7 білий король · g6 білий пішак · h6 білий пішак · h4 білий слон · h1 чорна тура | g8 чорний король · e7 білий король · g6 білий пішак · h6 білий пішак · h4 білий слон · h1 чорна тура | g8 чорний король · e7 білий король · g6 білий пішак · h6 білий пішак · h4 білий слон · h1 чорна тура | g8 чорний король · e7 білий король · g6 білий пішак · h6 білий пішак · h4 білий слон · h1 чорна тура | 3 |
| 2 | g8 чорний король · e7 білий король · g6 білий пішак · h6 білий пішак · h4 білий слон · h1 чорна тура | g8 чорний король · e7 білий король · g6 білий пішак · h6 білий пішак · h4 білий слон · h1 чорна тура | g8 чорний король · e7 білий король · g6 білий пішак · h6 білий пішак · h4 білий слон · h1 чорна тура | g8 чорний король · e7 білий король · g6 білий пішак · h6 білий пішак · h4 білий слон · h1 чорна тура | g8 чорний король · e7 білий король · g6 білий пішак · h6 білий пішак · h4 білий слон · h1 чорна тура | g8 чорний король · e7 білий король · g6 білий пішак · h6 білий пішак · h4 білий слон · h1 чорна тура | g8 чорний король · e7 білий король · g6 білий пішак · h6 білий пішак · h4 білий слон · h1 чорна тура | g8 чорний король · e7 білий король · g6 білий пішак · h6 білий пішак · h4 білий слон · h1 чорна тура | 2 |
| 1 | g8 чорний король · e7 білий король · g6 білий пішак · h6 білий пішак · h4 білий слон · h1 чорна тура | g8 чорний король · e7 білий король · g6 білий пішак · h6 білий пішак · h4 білий слон · h1 чорна тура | g8 чорний король · e7 білий король · g6 білий пішак · h6 білий пішак · h4 білий слон · h1 чорна тура | g8 чорний король · e7 білий король · g6 білий пішак · h6 білий пішак · h4 білий слон · h1 чорна тура | g8 чорний король · e7 білий король · g6 білий пішак · h6 білий пішак · h4 білий слон · h1 чорна тура | g8 чорний король · e7 білий король · g6 білий пішак · h6 білий пішак · h4 білий слон · h1 чорна тура | g8 чорний король · e7 білий король · g6 білий пішак · h6 білий пішак · h4 білий слон · h1 чорна тура | g8 чорний король · e7 білий король · g6 білий пішак · h6 білий пішак · h4 білий слон · h1 чорна тура | 1 |
|   | a | b | c | d | e | f | g | h |   |

1.h6-h7+ Крg8-g7 2.h7-h8Ф+! Крg7:h8
3.Кре7-f7 Тh1-f1+ 4.Сh4-f6+ Тf1:f6+
5.Крf7:f6 Крh8-g8 6.g6-g7 Крg8-h7 7.Крf6-f7 з перемогою.

## Статистика виступів
Турнірні та матчеві результати наведено за джерелом:.

### Турніри
| Рік       | Місто           | Турнір                                    | +  | −  | =  | Результат | Місце | Примітки                                                                                                 |
| --------- | --------------- | ----------------------------------------- | -- | -- | -- | --------- | ----- | --- |
| 1859      | Відень          | Чемпіонат Віденського шахового товариства |    |    |    |           | 3     | |
| 1860      | Відень          | Чемпіонат Віденського шахового товариства |    |    |    |           | 2     | |
| 1861      | Відень          | Чемпіонат Віденського шахового товариства | 30 | 1  | 3  | 31½ з 34  | 1     | |
| 1862      | Лондон          | Міжнародний турнір                        | 6  | 5  | 3  | 6 з 11    | 6     | Нічиї перегравались. Ще дві партії не було зіграно через вибуття з турніру Дікона і Левенталя.           |
| 1865      | Дублін          | Міжнародний турнір                        | 4  | -  | 1  | 4½ з 5    | 1     | Нічиї перегравались.                                                                                     |
| 1866      | Лондон          |                                           | 8  | -  | 3  | 9½ з 11   | 1     | |
| 1867      | Париж           | Міжнародний турнір                        | 18 | 3  | 3  | 18 з 24   | 3     | Нічиї зараховувались як поразки обом суперникам.                                                         |
|           | Данді           | Міжнародний турнір                        | 7  | 2  | -  | 7 з 9     | 2     | |
|           | Данді           |                                           | 3  | -  | 2  | 3 з 3     | 1-2   | Нічиї перегравались.                                                                                     |
| 1868/1869 | Лондон          |                                           | 5  | -  | -  | 5 з 5     | 1     | |
| 1870      | Баден-Баден     | Міжнародний турнір                        | 9  | 4  | 3  | 10½ з 16  | 2     | Також Стейніц виграв обидві партії у Адольфа Штерна, який вибув з турніру і результати якого анульовано. |
| 1871/1872 | Лондон          | Гандикап-турнір                           | 12 | -  | -  | 12 з 12   | 1     | |
| 1872      | Лондон          | Міжнародний турнір                        | 7  | -  | 1  | 7 з 7     | 1     | Нічиї перегравались.                                                                                     |
|           | Лондон          |                                           | 2  | 2  | 2  |           |       | Турнір проходив за олімпійською системою, Стейніц програв у 2-му раунді Цукерторту.                      |
| 1873      | Відень          | Міжнародний турнір                        | 18 | 2  | 5  | 22½ з 27  | 1     | Також Стейніц виграв обидві партії проти Блекберна в додатковому матчі за 1-ше місце.                    |
| 1882      | Відень          | Міжнародний турнір                        | 21 | 7  | 8  | 25 з 36   | 1-2   | Поділив з Вінавером.                                                                                     |
| 1883      | Лондон          | Міжнародний турнір                        | 19 | 7  | 7  | 19 з 26   | 2     | Нічиї перегравались.                                                                                     |
| 1894      | Нью-Йорк        | Чемпіонат міста                           | 8  | 1  | 1  | 8½ з 10   | 1     | |
| 1895      | Гастінгс        | Міжнародний турнір                        | 11 | 6  | 4  | 15 з 21   | 5     | |
| 1895/1896 | Санкт-Петербург | Міжнародний турнір                        | 7  | 6  | 5  | 9½ з 18   | 2     | Турнір пройшов у 6 кіл.                                                                                  |
| 1895      | Нюрнберг        | Міжнародний турнір                        | 10 | 6  | 2  | 11 з 18   | 6     | |
| 1897      | Нью-Йорк        |                                           | 2  | 1  | 1  | 2½ з 4    | 1-2   | Додаткова партія завершилася внічию.                                                                     |
| 1898      | Відень          | Міжнародний турнір                        | 18 | 7  | 11 | 23½ з 36  | 4     | Турнір пройшов у 2 кола.                                                                                 |
|           | Кельн           | Міжнародний турнір                        | 8  | 4  | 3  | 9½ з 15   | 5     | |
| 1899      | Лондон          | Міжнародний турнір                        | 8  | 12 | 7  | 11½ з 27  | 10-11 | Стейніц вперше з 1859 року не отримав грошової нагороди.                                                 |

### Матчі
| Рік       | Місто                             | Змагання                                               | +  | −  | = | Результат |
| --------- | --------------------------------- | ------------------------------------------------------ | -- | -- | - | --------- |
| 1862      | Лондон                            | Матч з Дюбуа                                           | 5  | 3  | 1 | 5½:3½     |
| 1862/1863 | Лондон                            | Матч з Блекберном                                      | 7  | 1  | 2 | 8:2       |
| 1863      | Лондон                            | Матч з Діконом                                         | 5  | 1  | 1 | 5½:1½     |
|           | Лондон                            | Матч с Монгредьєном                                    | 7  | 0  | 0 | 7:0       |
| 1863/1864 | Лондон                            | Матч з В. Гріном                                       | 7  | 0  | 2 | 8:1       |
| 1865      | Лондон                            | Матч з Дж. Робеєм                                      | 4  | 1  | 0 | 4:1       |
|           | Лондон                            | Матч з С. де Вером; Стейніц давав уперед пішака і хід  | 3  | 7  | 2 | 4:8       |
| 1866      | Лондон                            | Матч з Адольфом Андерсеном                             | 8  | 6  | 0 | 8:6       |
|           | Лондон                            | Матч з Генрі Бердом                                    | 7  | 5  | 5 | 9½:7½     |
| 1867      | Данді                             | Матч з Дж. Фрезером; Стейніц давав уперед пішака і хід | 7  | 1  | 1 | 7½:1½     |
|           | Данді                             | Матч с Дж. Фрезером                                    | 3  | 1  | 2 | 4:2       |
| 1870      | Лондон                            | Матч з Дж. Блекберном                                  | 1  | 0  | 1 | 1½:0½     |
| 1872      | Лондон                            | Матч з Цукертортом                                     | 7  | 1  | 4 | 9:3       |
| 1876      | Лондон                            | Матч з Дж. Блекберном                                  | 7  | 0  | 0 | 7:0       |
| 1882      | Філадельфія                       | Матч з Д. Мартінесом                                   | 7  | 0  | 0 | 7:0       |
|           | Філадельфія                       | Матч з Д. Мартінесом                                   | 3  | 1  | 3 | 4½:1½     |
|           | Балтимор                          | Матч з А. Селлманом                                    | 2  | 0  | 3 | 3½:1½     |
| 1883      | Нью-Йорк                          | Матч з Дж. Макензі                                     | 3  | 1  | 2 | 4:2       |
|           | Гавана                            | Матч з С. Гольмайо                                     | 8  | 1  | 1 | 8½:1½     |
|           | Филадельфия                       | Матч з Д. Мартінесом                                   | 9  | 0  | 2 | 10:1      |
| 1885      | Балтимор                          | Матч з А. Селлманом                                    | 3  | 0  | 0 | 3:0       |
| 1886      | Нью-Йорк, Сент-Луїс, Новий Орлеан | Матч на першість світу з Й. Цукертортом                | 10 | 5  | 5 | 12½:7½    |
| 1888      | Гавана                            | Матч з А. Понсе; Стейніц давав уперед пішака і хід     | 4  | 1  | 0 | 4:1       |
|           | Гавана                            | Матч з А. Васкесом                                     | 5  | 0  | 0 | 5:0       |
|           | Гавана                            | Матч з С. Гольмайо                                     | 5  | 0  | 0 | 5:0       |
| 1889      | Гавана                            | Матч на першість світу з М. Чигоріним                  | 10 | 6  | 1 | 10½:6½    |
|           | Гавана                            | Матч з В. Карвахалом                                   | 4  | 1  | 0 | 4½:½      |
| 1890/1891 | Нью-Йорк                          | Матч на першість світу з І. Гунсбергом                 | 6  | 4  | 9 | 10½:8½    |
|           | Гавана                            | Матч з М. Чигоріним по телеграфу                       | 0  | 2  | 0 | 0:2       |
| 1892      | Гавана                            | Матч на першість світу з М. Чигоріним                  | 10 | 8  | 5 | 12½:10½   |
| 1894      | Нью-Йорк, Філадельфія, Монреаль   | Матч на першість світу з Е. Ласкером                   | 5  | 10 | 4 | 7:12      |
| 1896      | Краковія-на-Дону                  | Матч з Е. Шіфферсом                                    | 6  | 4  | 1 | 6½:4½     |
| 1896/1897 | Москва                            | Матч на першість світу з Е. Ласкером                   | 2  | 10 | 5 | 4½:12½    |